# 六歌仙

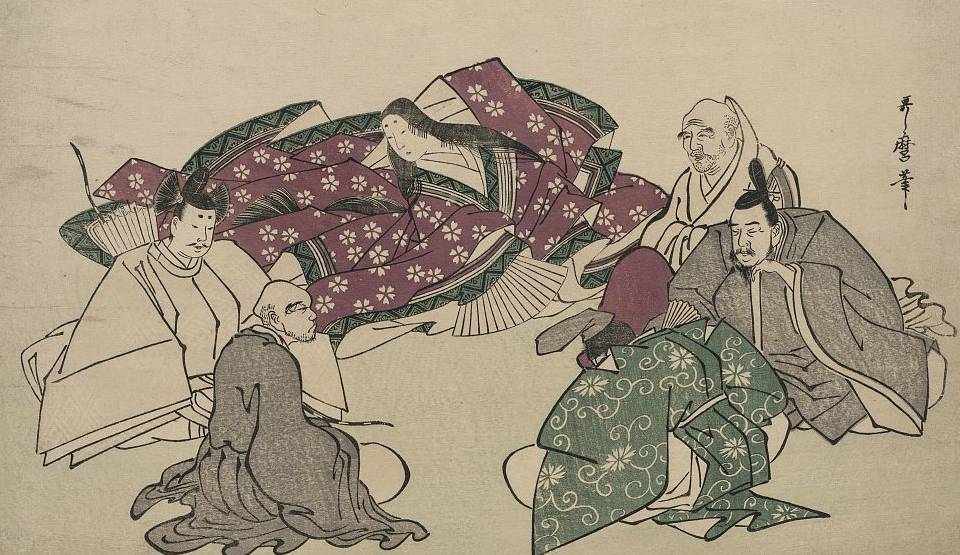
六歌仙の図、喜多川歌麿画。

六歌仙（）とは、『古今和歌集』の序文に記された六人の代表的な歌人のこと。僧正遍昭、在原業平、文屋康秀、喜撰法師、小野小町、大伴黒主の六人を指す。ただし「六歌仙」という名称そのものは後代になって付けられたものである。

## 解説
『古今和歌集』は「仮名序」（仮名文、紀貫之の執筆とされる）、「真名序」（漢文、紀淑望の執筆）というふたつの序文を持つが、これらのいずれにおいても、和歌の歴史や享受について説いた部分に「六歌仙」のことが取り上げられている。
仮名序には柿本人麿と山部赤人が登場して後、貫之たちが『古今和歌集』編纂に至るまでの間のことを、「こゝに、いにしへのことをも、うたの心をもしれる人、わづかにひとりふたり也き」と言い、また「いにしへの事をもうたをもしれる人、よむ人おほからず」とも述べ、「そのほかにちかき世にその名きこえたる人」として「六歌仙」について取り上げ、それらに対する批評を行なっている。真名序でも人麿と赤人の後に、「浮詞雲のごとくに興り、艶流泉のごとく湧く」といった世の中となり、「六歌仙」はその中でおおむね「古風を存する者」として批評をしている。仮名序は「六歌仙」について次のように述べる。
真名序の「六歌仙」に関わる部分は以下の通り（読み下し文）。
仮名序と真名序は柿本人麿と山部赤人を「うたのひじり」（歌聖）または「和歌の仙」とし、その後の歌人たちやその歌がたいしたものではないとの評価をしており、「六歌仙」もそれら歌人たちの中に含まれることから、人麿と赤人に比べてあまり良い評価はしていない。ただし「六歌仙」以外の歌人は名を上げて批評するにも値しないとしているので（仮名序「このほかの人々」および真名序「此の外、氏姓流れ聞こゆる者」以下の記述）、相対的に「六歌仙」をそれらよりも高く評価していることになる。
しかし、仮名序と真名序がどういった基準でもってこの六人を取り上げたのかは明らかではない。「六歌仙」と同時代に活躍した歌人の小野篁や在原行平は真名序に「野宰相」、「在納言」として取り上げられているものの、仮名序にはこの両名のことは全く触れられていない。また『古今和歌集』には遍照は17首、業平は30首、小町は18首の歌を収めているが、康秀は4首、黒主は3首、喜撰法師に至っては、「わがいほは　みやこのたつみ　しかぞすむ　よをうぢやまと　ひとはいふなり」の1首しか採られておらず、しかもその評には「よめるうた、おほくきこえねば、かれこれをかよはして、よくしらず」とあることも考え合わせると、「六歌仙」は必ずしも作歌の多さや知名度で選ばれたものとはいえない。これについて『古今集正義序注追考』（熊谷直好著）は、「六歌仙」とは当時歌人として巷間に知られ伝わっていた人々であり、仮名序はこの六人の名をそのまま取り上げただけに過ぎず、仮名序の作者とされる貫之が新たに選んだわけではないだろうと述べている。目崎徳衛は喜撰、康秀、黒主について、喜撰は遁世者として和歌をたしなむ者、康秀は「中央の下級官人」、黒主は「地方豪族」の代表・象徴として取り上げられたのではないかとする。
ほかには推理小説作家の高田崇史はその著書『QED 六歌仙の暗号』の中で、六歌仙はいずれも文徳天皇の後継者争いにおいて、紀氏の血を引く最有力候補だった惟喬親王を支持していた者たちで、六歌仙と親王の七人はやがて「七福神」として祀られるようになったのではないかと推察している。
「六歌仙」の名称は鎌倉時代初期にまでさかのぼることが確認されているが、『三十六人撰』（11世紀）以前に成立したとする文献も存在する。

## 後世への影響

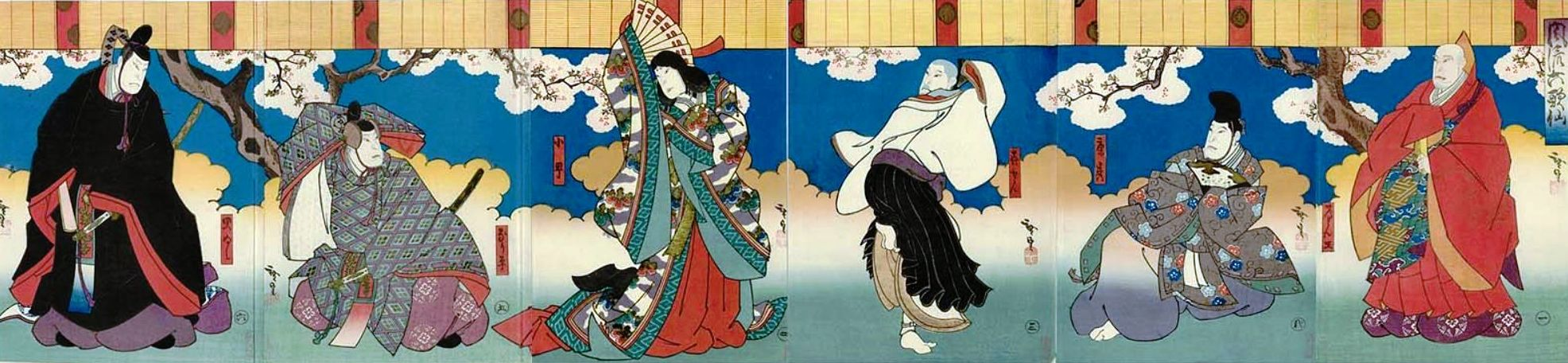
「風流六歌仙」（六歌仙容彩）　嘉永5年（1852年）1月、大坂中の芝居。五粽亭広貞画。

後代「六歌仙」に倣い、6人を以って和歌の名人とすることが行なわれた。『袋草紙』には藤原範永、平棟仲、源頼実、源兼長、藤原経衡、源頼家の六人を「六人党」と称したと伝えている。「新六歌仙」というものもあり、これは藤原俊成、九条良経、慈円、藤原定家、藤原家隆、西行の六人のことである。
また女1人に男5人の集団も俗に「六歌仙」という。最も有名なのは二代目松林伯圓の講談や河竹黙阿弥作の『天衣紛上野初花』によっても知られる『天保六花撰』である。「六歌仙」は浮世絵の画題にもなっているが、これも「見立て」として江戸時代当時の風俗で6人の人物を描くといったものがある。
「六歌仙」は人形浄瑠璃や歌舞伎にも世界のひとつとして取り上げられている。以下その例をあげる。
- 『七小町』 - 人形浄瑠璃。享保12年（1727年）、大坂竹本座初演。竹田出雲作。
- 『積恋雪関扉』 - 歌舞伎。天明4年（1784年）11月、江戸桐座初演。顔見世狂言『重重人重小町桜』（じゅうにひとえこまちざくら）の二番目大切（最後の幕）に出された常磐津節による所作事。
- 『六歌仙容彩』 - 歌舞伎。天保2年（1831年）3月、江戸中村座初演。大薩摩節、長唄、清元節による所作事[6]。